# Comuna Pokrovske, Zinkiv
Pokrovske (în ucraineană Покровське) este o comună în raionul Zinkiv, regiunea Poltava, Ucraina, formată din satele Haliika, Morozî, Pokrovske (reședința), Șkurpelî, Strilevșciîna și Vasîle-Ustîmivka.

## Demografie
Componența lingvistică a comunei Pokrovske
     Ucraineană (94,4%)
     Rusă (1,9%)
Conform recensământului din 2001, majoritatea populației comunei Pokrovske era vorbitoare de ucraineană (94,4%), existând în minoritate și vorbitori de rusă (1,9%).